# Yamil Asad
Yamil Rodrigo Asad (San Antonio de Padua, 27 luglio 1994) è un calciatore argentino di origini libanesi, centrocampista del Cuiabá.

## Caratteristiche tecniche
Gioca come ala sinistra.